# Penicillaria
Penicillaria é um gênero de traça pertencente à família Arctiidae.